# Schmuggler von Saigon
Schmuggler von Saigon ist ein US-amerikanischer Abenteuerfilm aus dem Jahr 1948 von Leslie Fenton mit Alan Ladd und Veronica Lake in den Hauptrollen. Der Film wurde von Paramount Pictures produziert.

## Handlung
In einem Militärhospital in Shanghai erfährt der Air-Force-Major Larry Briggs, dass sein Kamerad, Captain Mike Perry, nur noch zwei Monate zu leben hat. Larry und Sergeant Pete Rocco entscheiden, Mike nichts davon zu sagen. Stattdessen wollen sie seine verbleibende Zeit in 100 Jahre gutes Leben verwandeln. Für die Finanzierung akzeptiert Larry einen Auftrag von Alex Maris, der ihm 10.000 Dollar einbringen soll. Maris gibt sich als Pünktlichkeitsfanatiker aus. Beim geplanten Abflug ist jedoch nur seine Sekretärin Susan Cleaver da. Maris taucht erst eine halbe Stunde später auf, verfolgt und beschossen von der Polizei. Um in nichts hineingezogen zu werden, hebt Larry ohne Maris aber mit Mike, Pete und Susan in Richtung Saigon ab.
Wegen des Ausfalls beider Motoren muss Larry die Maschine notlanden. Als er von Susan die Zahlung der 10.000 Dollar verlangt, beginnt sie, ihn zu verachten. Die vier Amerikaner checken in einem kleinen Hotel ein. Lieutenant Keon von der lokalen Polizei misstraut ihnen und hält sie für Schmuggler. Larry bemerkt, dass sich Mike in Susan verliebt, die 500.000 Dollar in Bargeld in einem Umschlag mit sich führt. Er fordert sie auf, die Stadt zu verlassen. Als Mike unter Susans Abwesenheit zu leiden beginnt, ändert Larry seine Meinung. Er will, dass sich Susan um Mike kümmert, ansonsten will er sie an Keon ausliefern.
Die Amerikaner wollen Saigon per Boot erreichen. Zu ihrer Überraschung kommt auch Keon an Bord. Larry stiehlt das Geld und lässt es zu einer Poststation in Saigon schicken, damit Keon nichts findet. Susan beschuldigt ihn des Betrugs, doch Larry versichert ihr, sie vor dem Gefängnis bewahrt zu haben. Als sie von Mikes Diagnose erfährt, fühlt sie sich elend. Als sie Saigon erreichen, ist Susan freundlicher und liebenswerter geworden. Zudem hat sie sich in Larry verliebt, obwohl ihr Mike einen Antrag gemacht hat. Unerwartet taucht Maris in Susans Hotelzimmer auf und droht, Mike die Wahrheit zu erzählen, wenn sie nicht das Geld abliefert. Maris und sein Handlanger Simon halten Larry als Geisel. Pete greift Simon an und beide stürzen im Verlauf des Kampfes vom Balkon in den Tod. Susan hat sich derweil mit Keon auf eine Zusammenarbeit geeinigt und erfährt von ihm, dass Maris am Krieg verdient und die 500.000 Dollar gestohlen hat. Bei der Übergabe kommt es zu einer Schießerei, in deren Verlauf Mike und Maris sterben. Susan und Larry wollen nun ihr Leben gemeinsam verbringen.

## Produktion

### Hintergrund
Gedreht wurde der Film vom 29. November 1946 bis Ende Januar 1947 in den Paramount-Studios in Hollywood.

### Stab
Hans Dreier und Henry Bumstead waren die Art Directors, Sam Comer und Bertram C. Granger die Szenenbildner, Edith Head die Kostümbildnerin. Gordon Jennings und Farciot Edouart waren für die Spezialeffekte verantwortlich, Wally Westmore für das Make-up.

### Besetzung
In kleinen nicht im Abspann erwähnten Nebenrollen traten Philip Ahn und Harry Wilson auf.

## Veröffentlichung
Die Premiere des Films fand am 31. März 1948 statt. In der Bundesrepublik Deutschland kam er im Oktober 1949 in die Kinos, in Österreich bereits am 2. September 1949.

## Kritiken
Das Lexikon des internationalen Films schrieb: „Konfektionsabenteuerfilm.“
Bosley Crowther von der The New York Times beschrieb den Film als ziemlich armselig, mit einem Alan Ladd, der nicht viel tun kann.
Der Kritiker des TV Guide sah einen lächerlichen Film mit lächerlichen Dialogen und einer Veronica Lake, deren schauspielerische Defizite man gut erkennen kann.